# Elisabeth Ludovika av Bayern
Elisabeth Ludovika av Bayern, född den 13 november 1801 i München, död den 14 december 1873 i Dresden, var preussisk drottning, gift med kung Fredrik Vilhelm IV av Preussen.

## Biografi
Elisabeth var dotter till Maximilian I Joseph av Bayern och Karolina av Baden, tvilling till drottning Amalia Augusta av Bayern och syster till Sofia av Bayern och Ludovika av Bayern. Hon var också moster till Sveriges drottning Josefina av Leuchtenberg.
Den 29 november 1823 gifte hon sig med kronprins Fredrik Vilhelm av Preussen. Hon delade hans konstnärliga intressen, särskilt intresset för målning. 1830 konverterade hon till protestantismen. Hon blev drottning av Preussen 1840 och saknade inte inflytande på den preussiska politiken, där hon arbetade för ett närmande mellan Preussen och Österrike. Äktenskapet med Fredrik Vilhelm har beskrivits som lyckligt och hon vårdade honom under hans långa sjukdom efter det slaganfall han drabbades av 1857.
Efter makens död den 2 januari 1861 levde Elisabeth ett tillbakadraget liv på sina änkesäten Sanssouci, Charlottenburg och Stolzenfels slott. Hon ägnade sig åt filantropisk verksamhet till minne av sin make. 1871 blev hon beskyddare för den keppelska skol- och uppfostringsanstalten i Hilchenbach. Elisabeth hade ett gott förhållande till sin svåger, Vilhelm I. Hon dog i Dresden 1873 i samband med ett besök hos sin tvillingsyster. Hon begravdes den 21 december samma år bredvid sin make i Friedenskirche i Potsdam.
Elisabeth hade inga barn.